# 伯什克然木乡
伯什克然木乡，是中华人民共和国新疆维吾尔自治区喀什地区喀什市下辖的一个乡镇级行政单位。

## 行政区划
伯什克然木乡下辖以下地区：
巴什斯代村、博依拉村、依恰村、叶汗里村、塘乐库勒村、尤喀克萨依巴格村、阿亚格萨依巴格村、兰干村、尤喀克库木巴格村、阿亚格库木巴格村、比格艾日克村、巴依拉村、英阿瓦提村、博斯坦村、塔格阿格孜村、莫尔村、罕乌依村、喀拉库木村、佰什托克拉克村、阿亚克斯代村和巴格吾尔曼村。